# Lommegöl (Hallingebergs socken, Småland)
Lommegöl är en sjö i Västerviks kommun i Småland och ingår i Botorpsströmmens huvudavrinningsområde.